# Copa CEV 2020-21
La CEV Cup 2020-21 (también conocida como Copa CEV) es la 49.ª edición de la segunda máxima competición del voleibol europeo. Esta edición de la CEV Cup está establecido inicialmente como un campeonato de eliminatoria a doble partido hasta llegar a la instancia final donde podría solo un equipo se alzará con el título. Sin embargo, por motivos relacionados con la seguridad ante la crisis provocada por la COVID-19, se ha determinado que los octavos y cuartos de final se hagan en una misma sede a partido único en el formato de grupos burbuja. El torneo lo organiza la Confederación Europea de Voleibol (CEV).

## Sistema de competición
Un campeonato de eliminatoria a doble partido hasta llegar a la instancia final donde podría solo un equipo se alzará con el título. Sin embargo, por motivos relacionados con la seguridad ante la crisis provocada por la COVID-19, se ha determinado que los octavos y cuartos de final se hagan en una misma sede a partido único en el formato de grupos burbuja. En el caso de doble enfrentamiento, se establece el resultado final en formato de puntos obtenidos en cada enfrentamiento, a razón de tres por partido ganado con un resultado de 3-1 o 3-0, dos por partido ganado por 3-2, uno por partido perdido por 2-3 y ninguno en caso de perder por 1-3 o 0-3. En caso de empate, se celebrará un Golden Set o set de oro en el segundo de los partidos para estipular quién será el equipo vencedor.
Los derechos del campeón
La CEV otorga al campeón el derecho de disputar la tercera ronda de clasificación a CEV Champions League.

## Equipos participantes
El número de participantes en el inicio del torneo ordenados por el ranking para las competiciones europeas de clubes:
| Rank | País            | Número de equipos | Equipos                                                         |
| ---- | --------------- | ----------------- | --------------------------------------------------------------- |
| 1    | Turquía         | 2                 | Galatasaray HDI İstanbul, SK Ankara                             |
| 2    | Rusia           | 2                 | Zenit de San Petersburgo, Dynamo Moscow                         |
| 4    | Francia         | 2                 | Montpellier Castelnau UC, Chaumont VB 52                        |
| 5    | República Checa | 3                 | Jihostroj České Budějovice, Volejbal Brno, Dukla Liberec        |
| 6    | Bélgica         | 1                 | Greenyard Maaseik                                               |
| 7    | Suiza           | 3                 | Volley Schönenwerd, Chênois Geneve VB, Lindaren Volley Amriswil |
| 9    | Bulgaria        | 3                 | Hebar Pazardzhik, Montana Volley, Neftochimik Burgas            |
| 11   | Austria         | 1                 | SK Zadruga Aich/Dob                                             |
| 12   | Finlandia       | 1                 | Ford Levoranta Sastamala                                        |
| 13   | Países Bajos    | 2                 | Amysoft Lycurgus Groningen, Draisma Dynamo Apeldoorn            |
| 14   | Rumania         | 1                 | CS Arcada Galați                                                |
| 16   | Serbia          | 3                 | OK Niš, Mladi Radnik Požarevac, OK Vojvodina Novi Sad           |
| 17   | Bielorrusia     | 2                 | Stroitel Minsk, Shakhtior Soligorsk                             |
| 22   | Croacia         | 2                 | OK Ribola Kaštela, Mladost Zagreb                               |
| 27   | Hungría         | 1                 | Fino Kaposvár                                                   |
| 32   | España          | 1                 | CV Guaguas Las Palmas                                           |
| 35   | Inglaterra      | 1                 | IBB Polonia London                                              |
| 36   | Albania         | 1                 | Erzeni Shijakut                                                 |

## Fase eliminatoria

### Dieciseisavos de final
| Equipo 1                 | Agr. | Equipo 2                   | Ida | Vuelta |
| ------------------------ | ---- | -------------------------- | --- | ------ |
| CS Arcada Galați         | 4–2  | Montana Volley             | 3–0 | 2–3    |
| Ford Levoranta Sastamala | W.O. | Amysoft Lycurgus Groningen | X   | X      |
| OK Vojvodina Novi Sad    | W.O. | Chênois Geneve VB          | X   | X      |
| Dynamo Moscow            | W.O. | Jihostroj České Budějovice | X   | X      |
| IBB Polonia London       | W.O. | Volejbal Brno              | X   | X      |
| Shakhtior Soligorsk      | W.O. | OK Niš                     | X   | X      |
| Neftochimik Burgas       | W.O. | Mladi Radnik Požarevac     | X   | X      |
| Mladost Zagreb           | 0–3  | Montpellier Castelnau UC   | 1–3 | X      |
| Lindaren Volley Amriswil | W.O. | Zenit de San Petersburgo   | X   | X      |
| Erzeni Shijakut          | 0–6  | Hebar Pazardzhik           | 0–3 | 0–3    |
| SK Zadruga Aich/Dob      | 2–4  | Dukla Liberec              | 3–2 | 0–3    |
| Stroitel Minsk           | W.O. | Volley Schönenwerd         | X   | X      |
| Greenyard Maaseik        | W.O. | Chaumont VB 52             | X   | X      |
| Draisma Dynamo Apeldoorn | W.O. | SK Ankara                  | X   | X      |
| Fino Kaposvár            | W.O. | CV Guaguas Las Palmas      | X   | X      |
| OK Ribola Kaštela        | W.O. | Galatasaray HDI İstanbul   | X   | X      |

### Octavos y cuartos de final
Sedes
- Turquía en la localidad de Ankara el Grupo A
- Francia en la localidad de Montpellier el Grupo B
- Bulgaria en la localidad de Pazardzhik el Grupo C
- España en la localidad de Las Palmas el Grupo D

 Grupo A 
| Equipo 1              | Resultado | Equipo 2                   |
| --------------------- | --------- | -------------------------- |
| CS Arcada Galați      | 3 – 2     | Amysoft Lycurgus Groningen |
| OK Vojvodina Novi Sad | 0 – 3     | Dynamo Moscow              |

| Equipo 1         | Resultado | Equipo 2      |
| ---------------- | --------- | ------------- |
| CS Arcada Galați | 0 – 3     | Dynamo Moscow |

Grupo B
| Equipo 1               | Resultado | Equipo 2                 |
| ---------------------- | --------- | ------------------------ |
| IBB Polonia London     | 1 – 3     | OK Niš                   |
| Mladi Radnik Požarevac | 0 – 3     | Montpellier Castelnau UC |

| Equipo 1 | Resultado | Equipo 2                 |
| -------- | --------- | ------------------------ |
| OK Niš   | 0 – 3     | Montpellier Castelnau UC |

Grupo C
| Equipo 1                 | Resultado | Equipo 2         |
| ------------------------ | --------- | ---------------- |
| Zenit de San Petersburgo | 3 – 1     | Hebar Pazardzhik |
| Dukla Liberec            | 3 – 0     | Stroitel Minsk   |

| Equipo 1                 | Resultado | Equipo 2      |
| ------------------------ | --------- | ------------- |
| Zenit de San Petersburgo | 3 – 0     | Dukla Liberec |

Grupo D
| Equipo 1              | Resultado | Equipo 2                 |
| --------------------- | --------- | ------------------------ |
| Greenyard Maaseik     | 3 – 0     | SK Ankara                |
| CV Guaguas Las Palmas | 3 – 0     | Galatasaray HDI İstanbul |

| Equipo 1          | Resultado | Equipo 2              |
| ----------------- | --------- | --------------------- |
| Greenyard Maaseik | –         | CV Guaguas Las Palmas |

## Fase Final

### Semifinales
| Equipo 1                 | Agr. | Equipo 2                 | Ida | Vuelta |
| ------------------------ | ---- | ------------------------ | --- | ------ |
| Dynamo Moscow            | –    | Montpellier Castelnau UC | –   | –      |
| Zenit de San Petersburgo | –    |                          | –   | –      |

### Finales
| Equipo 1 | Agr. | Equipo 2 | Ida | Vuelta |
| -------- | ---- | -------- | --- | ------ |
|          | –    |          | –   | –      |